# Gosse van der Gaast
Gosse van der Gaast (Lemmer, 4 augustus 1886 – Utrecht, 22 juli 1973) was een Nederlandse architect.
Van der Gaast volgde een bouwkundige opleiding in Sneek. Vervolgens was hij werkzaam bij de Nederlandsche Tramweg Maatschappij en de gemeente Enschede. Hij was rond 1927 architect 2e klasse bij de Utrechtse Gemeentewerken onder J.I. Planjer. Als gemeentelijk architect in die plaats ontwierp hij onder andere diverse bruggen en theehuizen in Utrecht en omgeving. Zijn werk voor de gemeente Utrecht werd al dan niet gecombineerd met functies binnen diverse welstandscommissies.

## Oeuvre
Tot zijn oeuvre behoren onder meer:

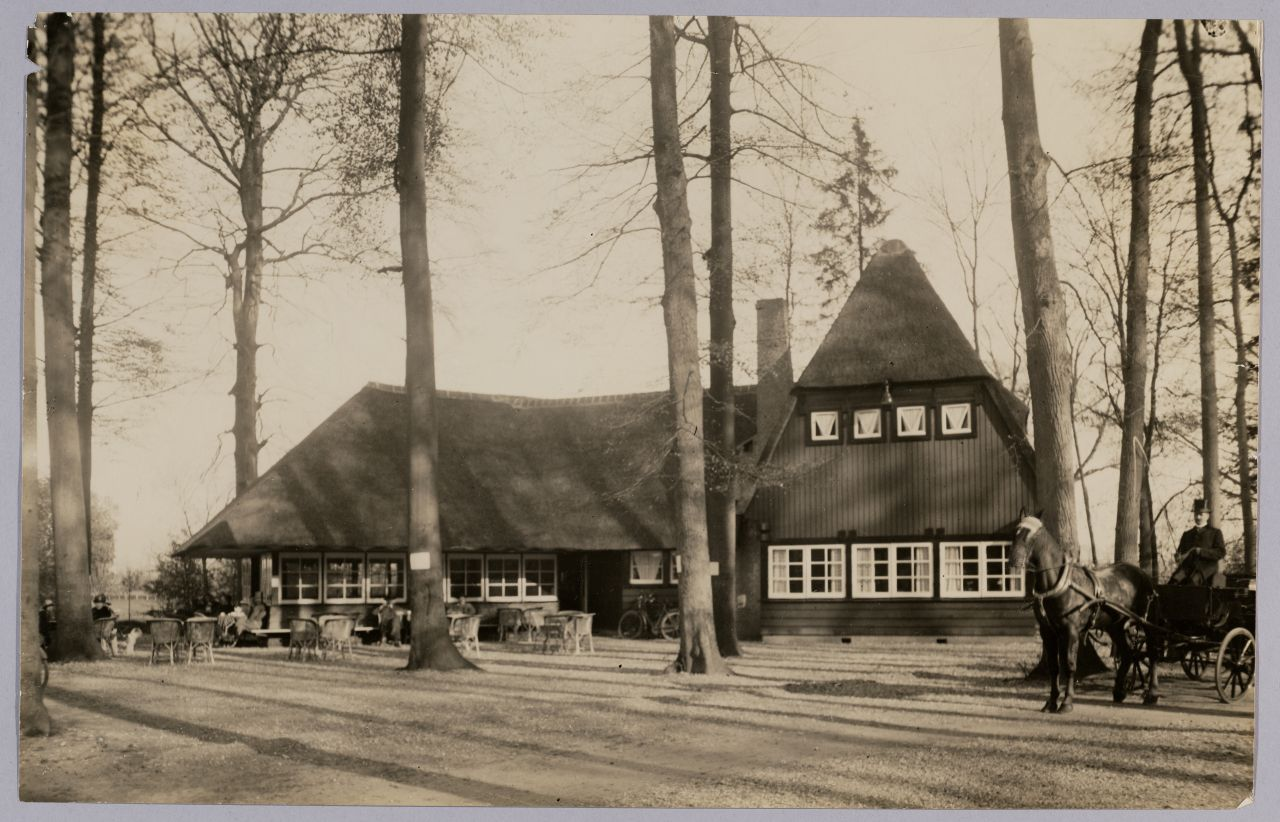
Theehuis Rhijnauwen

- Theehuis Rhijnauwen te Bunnik (circa 1924, rijksmonument)
- Theehuis Wilhelminapark (circa 1925, rijksmonument)
- Tolsteegbrug met o.a. kaden en urinoir (toegeschreven, circa 1925, rijksmonument)
- Tweede Catharijnebrug (circa 1927, gesloopt circa 1970)
- Zweminrichting De Liesbosch (circa 1927, gesloopt)
- Verkeershuis aan de Rijnkade 15 (circa 1929, gesloopt circa 1945)
- Vaartscherijnbrug (circa 1931, gemeentelijk monument)
- Noorderbrug (circa 1935)
- Bartholomeusbrug (1952)
- Oranjebrug (circa 1956)